# Lenar Ildussowitsch Gilmullin
Lenar Ildussowitsch Gilmullin (russisch Ленар Ильдусович Гильмуллин, tatarisch Ленар Илдус улы Гыйльмуллин / Lenar İldus uğlı Ğilmullin; * 17. Juni 1985 in Kasan; † 22. Juni 2007 ebenda) war ein russischer Fußballspieler tatarischer Herkunft.
Gilmullin spielte von 2003 bis 2007 als Abwehrspieler beim Verein Rubin Kasan und war von 2005 bis 2007 Abwehrspieler in der russischen U-21-Nationalmannschaft.
In der Nacht auf den 18. Juni 2007 verunglückte er nach seiner Geburtstagsfeier mit einem Motorrad. Er starb am 22. Juni 2007 nach mehreren Tagen im Koma.